# Engelsdorf (Aldenhoven)
Engelsdorf is een plaats in de Duitse gemeente Aldenhoven, deelstaat Noordrijn-Westfalen, en telt 194 inwoners (2007).